# Pardosa monticola ambigua
Pardosa monticola ambigua is een spinnenondersoort in de taxonomische indeling van de wolfspinnen (Lycosidae).
Het dier behoort tot het geslacht Pardosa. De wetenschappelijke naam van de soort werd voor het eerst geldig gepubliceerd in 1937 door Eugène Simon.